# Roger Lespagnard
Roger Lespagnard (ur. 24 października 1946 w Liège) – belgijski sportowiec, trener i polityk.

## Kariera sportowa
Lespagnard rozpoczynał swoją lekkoatletyczną karierę od skoku o tyczce. Trenował w Cointe pod okiem byłego uczestnika Igrzysk Olimpijskich – Gutty'ego. W wieku 14 lat Lespagnard zakończył swój pierwszy sezon lekkoatletyczny z wynikiem 3 metrów. Rok później został najlepszym kadetem w Belgii z rezultatem 3,50 metrów.
Równocześnie trenował piłkę nożną. Najpierw w Ougrée, a później w Standard Liège. Jego karierę piłkarską przerwała kontuzja. Wtedy wrócił do lekkoatletyki i zainteresował się wielobojem. W 1966 zdobył swój pierwszy tytuł mistrza Belgii. Jako reprezentant Belgii brał udział w licznych imprezach międzynarodowych, w tym trzech Igrzyskach Olimpijskich – w Meksyku (1968), w Monachium (1972) i Montrealu (1976), gdzie zajął odpowiednio 17., 14. i 19.miejsce. Jego sportową karierę przerwała kontuzja kolana.

## Kariera trenerska
Po zakończeniu kariery sportowej zajął się szkoleniem młodych lekkoatletów. Pod jego okiem trenowali m.in. Lambert Micha, Didier Falise, Mike Velter, Ronald Desruelles. Największe sukcesy osiągnął z Nafissatou Thiam, którą poprowadził do złotego medalu w siedmioboju na Igrzyskach Olimpijskich w Rio w 2016 i w Tokio w 2021, a także na Mistrzostwach Świata w Londynie w 2017 i Mistrzostwach Świata w Eugene w 2022. Za te osiągnięcia został trzykrotnie wybrany Trenerem Roku w Belgii. 
Jako dyrektor techniczny Federacji Lekkoatletycznej przewodził belgijskiej reprezentacji w trakcie igrzysk olimpijskich w Los Angeles w 1984 i w Seulu w 1988. 

## Kariera polityczna
Lespagnard zajmował się również polityką, działając w PSC, a później w cdH. W latach 1978–1980 był członkiem gabinetu ministra Michela Hansenne’a, a w latach 1987–1992 członkiem gabinetu Jeana-Pierre’a Grafé (przewodniczącego Rady Wspólnoty Francuskiej, a następnie ministra ds. sportu w rządzie Wspólnoty Francuskiej). W latach 1982–2018 poświęcił się lokalnej polityce w mieście Fléron. W latach 1988–2000 i 2003–2006 pełnił funkcję radnego miejskiego, a w 2010–2018 był burmistrzem Fléron. W latach 1995–1999 zasiadał także w Izbie Reprezentantów. W 2018 zakończył karierę polityczną w Fléron po tym, jak kilku radnych miejskich z jego frakcji domagało się jego dymisji. 

## Osiągnięcia

### skok o tyczce
- 1965: Mistrzostwa Belgii –  3. miejsce – 4,10 m
- 1966: Mistrzostwa Belgii –  3. miejsce – 4,20 m
- 1967: Mistrzostwa Belgii –  3. miejsce – 4,20 m
- 1968: Mistrzostwa Belgii –  2. miejsce – 4,30 m
- 1969: Mistrzostwa Belgii –  1. miejsce – 4,30 m
- 1970: Mistrzostwa Belgii –  1. miejsce – 4,50 m
- 1971: Mistrzostwa Belgii –  2. miejsce – 4,50 m
- 1972: Mistrzostwa Belgii –  1. miejsce – 4,60 m
- 1973: Mistrzostwa Belgii –  2. miejsce – 4,50 m
- 1975: Mistrzostwa Belgii –  2. miejsce – 4,80 m
- 1976: Mistrzostwa Belgii –  3. miejsce – 4,40 m

### skok wzwyż
- 1970: Mistrzostwa Belgii –  3. miejsce – 1,90 m
- 1971: Mistrzostwa Belgii –  2. miejsce – 1,98 m

### dziesięciobój
- 1966: Mistrzostwa Belgii –  1. miejsce – 6945 punktów
- 1967: Mistrzostwa Belgii –  1. miejsce – 7042 punkty
- 1968: IO w Meksyku – 17. miejsce – 7125 punktów
- 1969: Mistrzostwa Belgii –   1. miejsce – 6859 punktów
- 1971: Mistrzostwa Belgii –  3. miejsce – 7466 punktów
- 1972: IO w Monachium – 14. miejsce – 7519 punktów
- 1976: IO w Montrealu – 19. miejsce – 7322 punktów
- 1976: Mistrzostwa Belgii –  1. miejsce – 7391 punktów
- 1977: Mistrzostwa Belgii –  2. miejsce – 7461 punktów

## Nagrody
- 1967: Złote Kolce w Belgii
- 2016: Trener Roku w Belgii
- 2017: Trener Roku w Belgii
- 2022: Order Zasługi Belgijskiego Komitetu Olimpijskiego
- 2022: Trener Roku w Belgii